# Episodi di Dragnet (serie televisiva 1989) (prima stagione)
La prima stagione della serie televisiva Dragnet è stata trasmessa in anteprima negli Stati Uniti d'America in syndication tra il 24 ottobre 1989 e il 21 gennaio 1990.
| nº | Titolo originale           | Titolo italiano | Prima TV USA     | Prima TV Italia |
| -- | -------------------------- | --------------- | ---------------- | --------------- |
| 1  | The Twisted Triangle       |                 | 24 ottobre 1989  |                 |
| 2  | Living Victim              |                 | 8 ottobre 1990   |                 |
| 3  | The Payback                |                 | 11 ottobre 1989  |                 |
| 4  | The Bigamist               |                 | 5 novembre 1990  |                 |
| 5  | Cardiac Arrest             |                 | 7 novembre 1989  |                 |
| 6  | Automated Muggings         |                 | 9 novembre 1989  |                 |
| 7  | The Connection             |                 | 14 novembre 1989 |                 |
| 8  | The Calculator             |                 | 16 novembre 1989 |                 |
| 9  | Who Killed My Boat?        |                 | 21 gennaio 1991  |                 |
| 10 | The Triple Cross           |                 | 23 novembre 1989 |                 |
| 11 | DOA Cop                    |                 | 10 dicembre 1990 |                 |
| 12 | Where's Sadie?             |                 | 28 novembre 1989 |                 |
| 13 | Nouveau Gypsies            |                 | 30 novembre 1989 |                 |
| 14 | Safe in Jail               |                 | 5 dicembre 1989  |                 |
| 15 | Weekend Warrior            |                 | 11 marzo 1991    |                 |
| 16 | Strawberries Are in Season |                 | 3 dicembre 1990  |                 |
| 17 | Coyote Captive             |                 | 11 febbraio 1991 |                 |
| 18 | The Plumber                |                 | 19 dicembre 1989 |                 |
| 19 | The Vandals                |                 | 28 gennaio 1991  |                 |
| 20 | Armored Truck 211s         |                 | 7 gennaio 1991   |                 |
| 21 | To Steal a Child           |                 | 4 febbraio 1991  |                 |
| 22 | Dead Samaritan             |                 | 4 gennaio 1990   |                 |
| 23 | Where's My Soup Cans?      |                 | 14 gennaio 1991  |                 |
| 24 | Millie                     |                 | 11 gennaio 1990  |                 |
| 25 | Queen of Hearts            |                 | 19 novembre 1990 |                 |
| 26 | Housewife Hustler          |                 | 21 gennaio 1990  |                 |